# 轸溪站
轸溪站是一个成昆线上的铁路车站，位于四川省乐山市沙湾区轸溪镇寨子村，建于1966年，目前为五等站，邮政编码为614903。目前客运办理旅客乘降，不办理货运业务。
车站部分股道位于桥梁上。此外站内还设有徐文科烈士纪念碑，是当时铁道兵建制后期唯一给个人修建的纪念碑。徐文科本人为铁道兵8817部队士兵，于1965年9月3日在沙湾大桥湾隧道施工中因隧道塌方而身亡。
- 位于站区的徐文科烈士纪念碑
- 轸溪成昆英烈陈列室
- 站内股道